# Ammendorfové

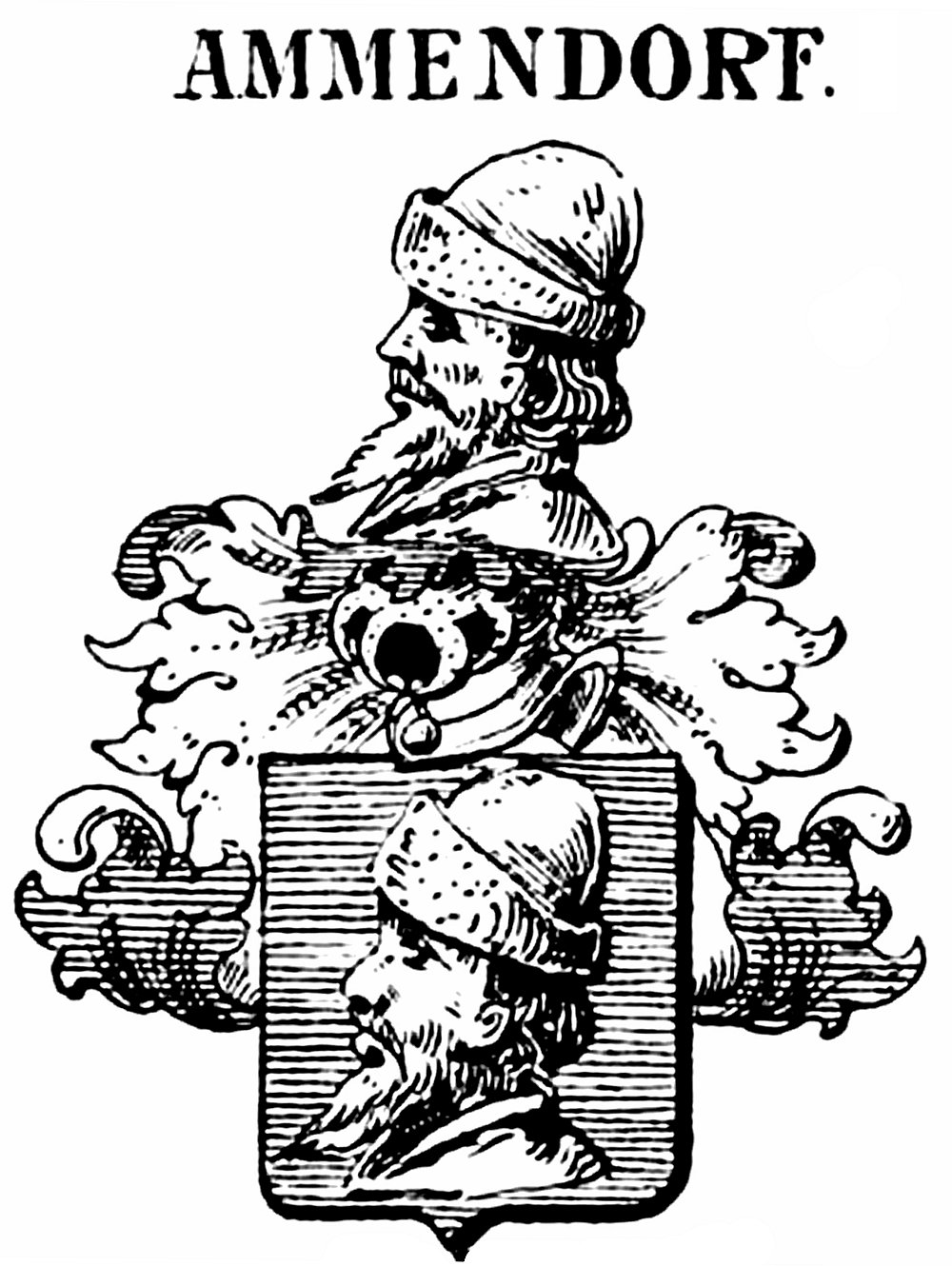
Erb rodu

Ammendorfové byl německý šlechtický rod z Braniborska.

## Historie
Prvním známým členem rodu je Fritz von Ammendorf který se roku 969 zúčastnil turnaje v Merseburgu. Dalším známým členem je Albertus de Ammendorf, který je zmíněn v dokumentu pocházejícího z roku 1224. Rodový strom začíná roku 1239 Heinemannem von Ammendorf.
Tento rod vymřel roku 1550 s Conradem von Ammendorf.

## Známí členové
- Gerhard von Ammendorf, rychtář v Salzwedelu
- Rutger von Ammendorf, biskup Braniborska
- Heinrich von Ammendorf, biskup Merseburgu
- Jakob von Ammendorf, kanovník v Magdeburgu a Halberstadtu